# Fred Sasakamoose
Frederick Sasakamoose (Debden, 25 de diciembre de 1933 - Saskatoon, 24 de noviembre de 2020) fue un jugador de hockey sobre hielo profesional canadiense. Fue uno de los primeros jugadores indígenas canadienses en la Liga Nacional de Hockey, y el primer jugador de las Primeras Naciones con estatus de tratado. Jugó once partidos con los Chicago Black Hawks durante la temporada 1953–54; el resto de su carrera, que duró de 1953 a 1960, la pasó en varias ligas menores.

## 
Sasakamoose es de ascendencia Cree. Nació en Debden, Saskatchewan y creció en la Reserva Indígena Ahtahkakoop de la misma provincia. Aprendió a jugar hockey sobre hielo en una escuela residencial indígena en Duck Lake, Saskatchewan. Fue uno de los once niños, donde solo cinco sobrevivieron durante la infancia debido a la viruela.

Las habilidades de Sasakamoose fueron reconocidas por primera vez por un sacerdote en Montreal que se convirtió en el director deportivo de la escuela residencial indígena a la que asistía Sasakamoose. El sacerdote presionó a Sasakamoose para que se mejorara y, como resultado, desarrolló un extraordinario disparo con la mano izquierda. Sin embargo, la disciplina era característica de la naturaleza dura de la escolarización residencial, como lo atestigua el propio Sasakamoose en el Informe Sobrevivientes donde hablan de la Comisión Canadiense de la Verdad y la Reconciliación:
Dijo que los sacerdotes que dirigían la escuela eran de Québec y amaban el hockey. Durante los inviernos, los chicos tenían la oportunidad de patinar todos los días. Pero el personal de la escuela empleó el mismo tipo de disciplina en los deportes que en todos los demás aspectos de la vida escolar. Según Sasakamoose, "Los sacerdotes nunca hablaron dos veces. La segunda vez, tienes la correa. Pero el padre Roussell tuvo un sueño. Me dijo: 'Freddie, voy a trabajar duro contigo, pero si trabajas duro, tendrás éxito'.
En 1953, Sasakamoose fue seleccionado como el jugador más valioso en la Liga de Hockey Juvenil del Oeste de Canadá mientras jugaba para los Moose Jaw Canucks, anotando 31 goles en 34 juegos en la temporada 1953-54. Luego hizo su debut en la NHL para los Chicago Black Hawks en Maple Leaf Gardens la noche del 27 de febrero de 1954. En ese momento, solo había seis equipos de la NHL y Sasakamoose era uno de los 125 jugadores. Jugó con los Black Hawks durante 11 partidos durante el resto de la temporada 1953–54, y en los años siguientes jugó en las ligas menores.

## Carrera post-deportiva
Después de retirarse del hockey sobre hielo, Sasakamoose se convirtió en consejero de banda en la reserva de su casa y luego en jefe durante seis años. También estuvo muy involucrado en el desarrollo de programas deportivos para niños indígenas. Desde 1961 y más allá, usó su fama para promover oportunidades para los jóvenes en deportes que incluían hockey sobre hielo, carreras de larga distancia, atletismo, fútbol y baloncesto. En 2002, fue honrado por los Blackhawks en un juego en casa. Fue incluido en el Salón de la Fama del Deporte de Saskatchewan en la categoría de constructores en 2007. También fue incluido en el Salón de la Fama del Deporte Prince Albert, el Muro de la Fama de Meadow Lake, el Círculo de Honor de FSIN y el Salón de la Fama del Hockey Nativo Canadiense. Fue reconocido por sus logros y contribuciones tanto por la Asamblea de las Primeras Naciones como por la Federación de Naciones Indias de Saskatchewan (FSIN). También fue miembro fundador de la Northern Indian Hockey League. Se convirtió en miembro de la Orden de Canadá en 2018. Sasakamoose falleció el 24 de noviembre de 2020 debido al COVID-19.

## Estadísticas de carrera

### Temporada regular y playoffs
| 1950–51    | Moose Jaw Canucks        | WCJHL      | 18 | 7  | 7  | 14 | 9  | —  | — | — | —  | —  |
| 1951–52    | Moose Jaw Canucks        | WCJHL      | 42 | 19 | 22 | 41 | 59 | —  | — | — | —  | —  |
| 1952–53    | Moose Jaw Canucks        | WJHL       | 36 | 18 | 17 | 35 | 40 | 9  | 7 | 5 | 12 | 4  |
| 1953–54    | Moose Jaw Canucks        | WJHL       | 34 | 31 | 26 | 57 | 56 | 5  | 4 | 2 | 6  | 8  |
| 1953–54    | Chicago Black Hawks      | NHL        | 11 | 0  | 0  | 0  | 6  | —  | — | — | —  | —  |
| 1954–55    | New Westminster Royals   | WHL        | 21 | 3  | 8  | 11 | 6  | —  | — | — | —  | —  |
| 1954–55    | Chicoutimi Sagueneens    | QHL        | 22 | 4  | 4  | 8  | 2  | 6  | 2 | 1 | 3  | 2  |
| 1955–56    | Calgary Stampeders       | WHL        | 2  | 0  | 0  | 0  | 2  | —  | — | — | —  | —  |
| 1956–57    | Kamloops Chiefs          | OSHL       | 23 | 7  | 10 | 17 | 36 | —  | — | — | —  | —  |
| 1957–58    | Kamloops Chiefs          | OSHL       | 51 | 26 | 27 | 53 | 63 | 15 | 7 | 6 | 13 | 34 |
| 1958–59    | Kamloops Chiefs          | OSHL       | 20 | 10 | 20 | 30 | 42 | 5  | 0 | 0 | 0  | 0  |
| 1960–61    | North Battleford Beavers | SIHA       | —  | —  | —  | —  | —  | —  | — | — | —  | —  |
| NHL totals | NHL totals               | NHL totals | 11 | 0  | 0  | 0  | 6  | —  | — | — | —  | —  |